# 周氏闭壳龟
周氏闭壳龟（学名：Cuora zhoui）为闭壳龟属的爬行动物。分佈不明，可能分布于广西、云南等地，或分佈於越南。该物种的模式产地在广西南宁附近。但所有文獻已知個體皆取自寵物市場。